# کیت کلمن
کاتلین بلیک «کیت» کولمن (۲۰ فوریه ۱۸۵۶–۱۶ مه ۱۹۱۵) روزنامه‌نگار و ستون‌نویس روزنامه با اصلیت ایرلندی-کانادایی بود. کلمن اولین خبرنگار معتبر زن جنگی جهان بود که جنگ اسپانیا و آمریکا را برای گلوب اند میل در سال ۱۸۹۸ پوشش داد. کلمن همچنین به عنوان اولین رئیس باشگاه مطبوعات زنان کانادا خدمت کرد.

## اوایل زندگی
کیت کولمن کاترین فرگوسن از خانواده پاتریک و مری فرگوسن (با نام خانوادگی بورک) در ماه مه ۱۸۵۶ در کسل‌بلیکنی، شهرستان گالوی به دنیا آمد، تولد او اغلب به اشتباه در سال ۱۸۶۴ ذکر می‌شود. پدرش یک کشاورز از طبقه متوسط بود. کاترین در لورتو ابی درراتفارنهام از توابع دوبلین و در یک مدرسه تکمیلی در بلژیک تحصیل کرد. او بعدها عنوان داشت که والدینش بر عشق او به فعالیت‌های خلاق تأثیر گذاشته‌اند. پدرش عشق خود را به کتاب به او داده بود و مادرش که نابینا بود به او علاقمندی و کشش به موسیقی و همچنین نواختن چندین ساز را به او آموخت. قوی‌ترین تأثیر بر زندگی فکری او از عمویش توماس نیکلاس بورک، کشیش دومینیکن و یک لیبرال و خطیب مشهور بود که به او مدارای مذهبی و اجتماعی آموخت، نگرشی که در روزنامه‌نگاری او در بزرگسالی منعکس شد.

## اولین ازدواج
کلمن جوان با توماس ویلیس که مردی مسن و ملاک و ثروتمند بود ازدواج کرد، منابع تضاد دارند که ازدواج وی در سن ۱۶ یا ۲۰ سالگی بوده‌است؟ با این همه توماس ویلیس ۴۰ سال از او بزرگتر بود. این زوج یک فرزند داشتند که در اوایل کودکی از دنیا رفت و خود ویلیس نیز بلافاصله پس از آن درگذشت. این ازدواج با خوشبختی همراه نبود و در نتیجه خانواده شوهرش نیز ارثی به وی ندادند. او در سال ۱۸۸۴ به عنوان یک بیوه جوان به کانادا مهاجرت کرد. او در کانادا تا زمانی که با رئیسش ادوارد واتکینز ازدواج کرد به عنوان منشی کار کرد. او در تورنتو و وینیپگ زندگی می‌کرد و در آنجا دو فرزند (تادی و پاتریشیا) از شوهر دومش به دنیا آورد.
در سال ۱۸۸۹، پس از مرگ واتکینز، یا به احتمال زیاد، طلاق آنها، کلمن ابتدا به نظافت خانه‌ها روی آورد تا زندگی خود و دو فرزندش را تأمین کند، سپس شروع به نوشتن مقاله برای مجلات محلی، عمدتاً شنبه شب تورنتو کرد.

## حرفه روزنامه‌نگاری
کلمن سپس در سال ۱۸۹۰ به تورنتو رفت تا روزنامه‌نگاری را دنبال کند. او اولین روزنامه‌نگار زنی بود که مسئول بخش خودش در یک روزنامه کانادایی بود. او توسط گلوب اند میل استخدام شد. در دهه ۱۸۹۰ و اوایل دهه ۱۹۰۰، او یک صفحه هفت ستونی در تورنتو میل داشت. به نام «پادشاهی زن» که هفته‌ای یک بار منتشر می‌شد. او با نوشتن مقاله‌هایی دربارهٔ موضوعات سبک‌تر و معمولی ستون‌های زنانه که در آن زمان در روزنامه‌ها معمول بود، شروع کرد، موضوعاتی مانند نقد تئاتر، و همچنین یادداشت‌ها و دستورالعمل‌های مد. او علیه فرضیات ویراستاران خود مبنی بر اینکه زنان فقط به خانه‌داری، مد و ستون مشاوره اش علاقه‌مند هستند، شورید و اصرار داشت که دربارهٔ چیزهای دیگری بنویسد که معتقد بود به آنها علاقه دارد: سیاست، تجارت، مذهب و علم. ستون او به قدری صریح بود که طرفداران زیادی از جمله ویلفرد لوریه نخست‌وزیر کانادا را به خود جلب کرد. ستون‌های او همچنین موضوعاتی مانند اصلاحات اجتماعی و مسائل زنان، بررسی مناقشاتی مانند خشونت خانگی و شرایط بد کاری که زنان تحمل می‌کنند را پوشش می‌داد. ستون‌های کیت کلمن در روزنامه‌های سراسر پوشش داده شد. او تا سال ۱۹۱۱ برای گلوب اند میل کار می‌کرد.
کاتلین بلیک واتکینز به‌طور فزاینده‌ای شروع به ستون نویسی و پوشش اخبار کرد، و به زودی به یکی از خبرنگاران مهم روزنامه تبدیل شد. در سال ۱۸۹۱ او با بازیگر مشهور فرانسوی سارا برنارد که در کانادا اجرا داشت مصاحبه کرد. او خبرنگار ویژه تورنتو میل در طول نمایشگاه جهانی شیکاگو، ۱۸۹۳ بود. حضور در نمایشگاه نیمه زمستان، سانفرانسیسکو، ۱۸۹۴، هند غربی بریتانیا، ۱۸۹۴، و جشن الماس ملکه ویکتوریا، لندن، ۱۸۹۷ باعث شهرت او در سطح بین‌المللی شد.

## پوشش جنگ اسپانیا و آمریکا در کوبا

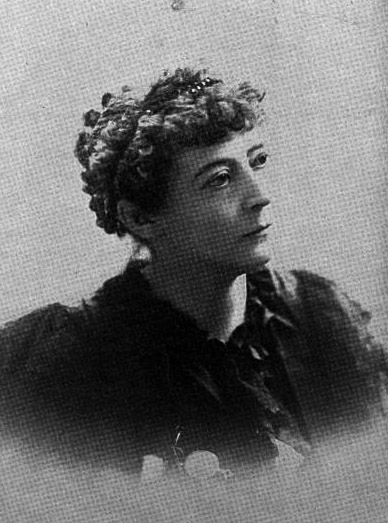
کلمن، در حدود ۱۸۹۶

در طول جنگ اسپانیا و آمریکا در سال ۱۸۹۸، کاتلین داوطلب شد تا به کوبا برود تا فعالیت‌های جنگی در جبهه را پوشش دهد. تورنتو میل او را به کوبا فرستاد و از این فرصت برای به دست آوردن تبلیغات هیجان‌انگیز استفاده کرد. با این حال، سرپرستانش به او گفته بودند که ویژگی‌ها و به قول خودش «گاف» بنویسد، نه اخبار مربوط به جنگ واقعی، ظاهراً معتقد بود که این برای یک زن مناسب نیست. او گواهینامه خبرنگار جنگی خود را از دولت ایالات متحده دریافت کرد و به این ترتیب اولین خبرنگار معتبر جنگی زن در جهان شد.
پس از بازگشت از کوبا، واتکینز با تئوبالد کلمن ازدواج کرد و به کپر کلیف، انتاریو نقل مکان کرد، جایی که همسرش پزشک شرکت مس کانادا بود. در سال ۱۹۰۱ کلمن‌ها به همیلتون، انتاریو نقل مکان کردند.
در سال ۱۹۰۴، به منظور مبارزه با تبعیض علیه زنان در حرفه روزنامه‌نگاری، به تأسیس باشگاه مطبوعاتی زنان کانادا کمک کرد و اولین رئیس آن شد. با وجود کار پیشگامانه خود به عنوان یک روزنامه‌نگار در یک حرفه مردانه، و همچنین نوشتن فعال او در مورد بسیاری از موضوعات حقوق زنان، کلمن تا سال ۱۹۱۰ علناً از فمینیسم و حق رأی زنان حمایت نکرد بسیاری از روزنامه نگاران زن دیگر، کلمن را یک پیشگام و یک الگو می‌دانستند. کلمن شاعر بود و کتاب‌های شعر منتشر کرد.

## مرگ و میراث
کلمن به ذات الریه مبتلا شد و در ۱۶ مه ۱۹۱۵ در همیلتون ، انتاریو درگذشت.
آثاری از کلمن درکتابخانه و بایگانی‌های کانادا وجود دارد.
در سال ۲۰۲۳، ضرابخانه سلطنتی کانادا از یک دلار نقره و یک سکه ۹۹٫۹۹ درصد طلای خالص به مناسبت صد و بیست و پنجمین سالگرد موقعیت او به عنوان اولین خبرنگار جنگی معتبر زن آمریکای شمالی رونمایی کرد.